# Tour de France 2005
Die 92. Tour de France begann am Samstag, dem 2. Juli 2005 in Fromentine im Département Vendée und endete am Sonntag, dem 24. Juli auf der Avenue des Champs-Élysées in Paris. Es nahmen 189 Rennfahrer an der Rundfahrt teil, von denen 155 klassifiziert wurden.

## Strecke
Statt mit einem Prolog begann die Tour 2005 mit einem Einzelzeitfahren auf der Île de Noirmoutier. Nach einer Woche gastierte die Tour de France erstmals seit 2002 wieder in Deutschland. Karlsruhe war Zielort der siebten Etappe am 8. Juli, einen Tag später war Pforzheim Startort der achten Touretappe. Die Tour de France 2005 wurde im Uhrzeigersinn ausgetragen, so dass die Fahrer zuerst die Alpen und danach die Pyrenäen ansteuerten. Insgesamt führte die Rundfahrt in 21 Etappen über 3593 km.

## Sieger
Lance Armstrong entschied die Gesamtwertung zum siebten aufeinanderfolgenden Mal für sich und verbesserte damit seine bereits historische Bestmarke. Darüber hinaus gewann er das Mannschaftszeitfahren und das zweite Einzelzeitfahren. Ivan Basso, im Vorjahr noch Dritter, wurde Zweiter. Jan Ullrich, in der ersten Woche von einer Pechsträhne verfolgt, erreichte den dritten Platz. Dieser wurde ihm am 9. Februar 2012 nach einem CAS-Urteil aberkannt. Am 22. Oktober 2012 verkündete der Radsportweltverband UCI die Streichung aller Titel Armstrongs seit dem 1. August 1998, darunter auch alle Tour-de-France-Erfolge des Amerikaners. Nachrücker auf den ersten Platz wurden nicht eingesetzt.
Die Punktewertung wurde von Thor Hushovd gewonnen, vor den beiden Australiern Stuart O’Grady und Robbie McEwen. Der Norweger hatte zwar keine einzige Etappe gewonnen, sammelte seine Punkte vor allem durch gute Platzierungen im Ziel und bei den Zwischensprints. Er profitierte auch vom verletzungsbedingten Ausfall von Tom Boonen.
Als Überraschungsmann der Tour entpuppte sich der Däne Michael Rasmussen, der die Bergwertung vor Óscar Pereiro und Lance Armstrong gewann. Im Gesamtklassement lag er lange auf dem dritten Platz, fiel dann jedoch im zweiten Zeitfahren nach einer Pannen- und Sturzserie auf den siebten Platz zurück.
Wie schon im Vorjahr entschied das T-Mobile Team die Mannschaftswertung für sich.
Die Jury zeichnete Óscar Pereiro als kämpferischsten Fahrer aus.

## Teams und Teilnehmer
Bei der Tour de France 2005 waren 21 Mannschaften am Start. Unter den insgesamt 189 Fahrern befanden sich 16 Deutsche, 7 Schweizer und 4 Österreicher. Bekannte Fahrer wie Igor González de Galdeano, David Zabriskie, Jaan Kirsipuu, Jean-Patrick Nazon, Tom Boonen, Manuel Beltrán, Alejandro Valverde und Andreas Klöden gaben auf und konnten die Tour nicht beenden.
Die Führung in der Mannschaftswertung wurde zu Beginn von Team CSC übernommen, dann ab Etappe 14 an das T-Mobile Team, welches es nur noch nach Etappe 17 kurz an Discovery Channel abgeben musste und sich dann trotz des Verlustes von Andreas Klöden als das stärkere Team herausstellte.

## Etappen
| Etappen    | Tag      | Start – Ziel                                    | km         | Etappensieger       | Gelbes Trikot   |
| ---------- | -------- | ----------------------------------------------- | ---------- | ------------------- | --------------- |
| 1. Etappe  | 2. Juli  | Fromentine – Noirmoutier-en-l’Île               | 19 (EZF)   | David Zabriskie     | David Zabriskie |
| 2. Etappe  | 3. Juli  | Challans – Les Essarts                          | 181,5      | Tom Boonen          | David Zabriskie |
| 3. Etappe  | 4. Juli  | La Châtaigneraie – Tours                        | 212,5      | Tom Boonen          | David Zabriskie |
| 4. Etappe  | 5. Juli  | Tours – Blois                                   | 67,5 (MZF) | Discovery Channel   | Lance Armstrong |
| 5. Etappe  | 6. Juli  | Chambord – Montargis                            | 183        | Robbie McEwen       | Lance Armstrong |
| 6. Etappe  | 7. Juli  | Troyes – Nancy                                  | 199        | Lorenzo Bernucci    | Lance Armstrong |
| 7. Etappe  | 8. Juli  | Lunéville – Karlsruhe                           | 228,5      | Robbie McEwen       | Lance Armstrong |
| 8. Etappe  | 9. Juli  | Pforzheim – Gérardmer                           | 231,5      | Pieter Weening      | Lance Armstrong |
| 9. Etappe  | 10. Juli | Gérardmer – Mülhausen                           | 171        | Michael Rasmussen   | Jens Voigt      |
| Ruhetag    |          |                                                 |            |                     |                 |
| 10. Etappe | 12. Juli | Grenoble – Courchevel                           | 192,5      | Alejandro Valverde  | Lance Armstrong |
| 11. Etappe | 13. Juli | Courchevel – Briançon                           | 173        | Alexander Winokurow | Lance Armstrong |
| 12. Etappe | 14. Juli | Briançon – Digne-les-Bains                      | 187        | David Moncoutié     | Lance Armstrong |
| 13. Etappe | 15. Juli | Miramas – Montpellier                           | 173,5      | Robbie McEwen       | Lance Armstrong |
| 14. Etappe | 16. Juli | Agde – Ax-3 Domaines                            | 220,5      | Georg Totschnig     | Lance Armstrong |
| 15. Etappe | 17. Juli | Lézat-sur-Lèze – Saint-Lary-Soulan (Pla d’Adet) | 205,5      | George Hincapie     | Lance Armstrong |
| Ruhetag    |          |                                                 |            |                     |                 |
| 16. Etappe | 19. Juli | Mourenx – Pau                                   | 180,5      | Óscar Pereiro       | Lance Armstrong |
| 17. Etappe | 20. Juli | Pau – Revel                                     | 239,5      | Paolo Savoldelli    | Lance Armstrong |
| 18. Etappe | 21. Juli | Albi – Mende                                    | 189        | Marcos Serrano      | Lance Armstrong |
| 19. Etappe | 22. Juli | Issoire – Le Puy-en-Velay                       | 153,5      | Giuseppe Guerini    | Lance Armstrong |
| 20. Etappe | 23. Juli | Saint-Étienne – Saint-Étienne                   | 55,5 (EZF) | Lance Armstrong     | Lance Armstrong |
| 21. Etappe | 24. Juli | Corbeil-Essonnes – Paris, Champs-Élysées        | 144,5      | Alexander Winokurow | Lance Armstrong |

## Trikots im Tourverlauf
Die Tabelle zeigt den Führenden in der jeweiligen Wertung zu Beginn der jeweiligen Etappe an.
| Etappe     | Gelbes Trikot   | Grünes Trikot     | Gepunktetes Trikot | Weißes Trikot       | Teamwertung       |
| ---------- | --------------- | ----------------- | ------------------ | ------------------- | ----------------- |
| 02. Etappe | David Zabriskie | David Zabriskie 1 | nicht vergeben     | Fabian Cancellara   | Team CSC          |
| 03. Etappe | David Zabriskie | Tom Boonen        | Thomas Voeckler    | Fabian Cancellara   | Team CSC          |
| 04. Etappe | David Zabriskie | Tom Boonen        | Erik Dekker        | Fabian Cancellara   | Team CSC          |
| 05. Etappe | Lance Armstrong | Tom Boonen        | Erik Dekker        | Jaroslaw Popowytsch | Team CSC          |
| 06. Etappe | Lance Armstrong | Tom Boonen        | Erik Dekker        | Jaroslaw Popowytsch | Team CSC          |
| 07. Etappe | Lance Armstrong | Tom Boonen        | Karsten Kroon      | Jaroslaw Popowytsch | Team CSC          |
| 08. Etappe | Lance Armstrong | Tom Boonen        | Fabian Wegmann     | Jaroslaw Popowytsch | Team CSC          |
| 09. Etappe | Lance Armstrong | Tom Boonen        | Michael Rasmussen  | Wladimir Karpez     | Team CSC          |
| 10. Etappe | Jens Voigt      | Tom Boonen        | Michael Rasmussen  | Wladimir Karpez     | Team CSC          |
| 11. Etappe | Lance Armstrong | Tom Boonen        | Michael Rasmussen  | Alejandro Valverde  | Team CSC          |
| 12. Etappe | Lance Armstrong | nicht getragen 2  | Michael Rasmussen  | Alejandro Valverde  | Team CSC          |
| 13. Etappe | Lance Armstrong | Thor Hushovd      | Michael Rasmussen  | Alejandro Valverde  | Team CSC          |
| 14. Etappe | Lance Armstrong | Thor Hushovd      | Michael Rasmussen  | Jaroslaw Popowytsch | Team CSC          |
| 15. Etappe | Lance Armstrong | Thor Hushovd      | Michael Rasmussen  | Jaroslaw Popowytsch | T-Mobile Team     |
| 16. Etappe | Lance Armstrong | Thor Hushovd      | Michael Rasmussen  | Jaroslaw Popowytsch | T-Mobile Team     |
| 17. Etappe | Lance Armstrong | Thor Hushovd      | Michael Rasmussen  | Jaroslaw Popowytsch | T-Mobile Team     |
| 18. Etappe | Lance Armstrong | Thor Hushovd      | Michael Rasmussen  | Jaroslaw Popowytsch | Discovery Channel |
| 19. Etappe | Lance Armstrong | Thor Hushovd      | Michael Rasmussen  | Jaroslaw Popowytsch | T-Mobile Team     |
| 20. Etappe | Lance Armstrong | Thor Hushovd      | Michael Rasmussen  | Jaroslaw Popowytsch | T-Mobile Team     |
| 21. Etappe | Lance Armstrong | Thor Hushovd      | Michael Rasmussen  | Jaroslaw Popowytsch | T-Mobile Team     |
| Sieger     | Lance Armstrong | Thor Hushovd      | Michael Rasmussen  | Jaroslaw Popowytsch | T-Mobile Team     |

## Ergebnisse

### Gesamtwertung
| \| Gesamtwertung \| Gesamtwertung \| Gesamtwertung \| Gesamtwertung \| Gesamtwertung \| \| Fahrer \| Fahrer \| Land \| Team \| Zeit \| \| ------------- \| ------------------- \| ------------------ \| ------------------------------ \| ------------- \| \| 1. \| Lance Armstrong \| Vereinigte Staaten \| Discovery Channel \| DSQ \| \| 2. \| Ivan Basso \| Italien \| CSC \| + 4 min 40 s \| \| 3. \| Jan Ullrich \| Deutschland \| T-Mobile \| DSQ \| \| 3. \| Francisco Mancebo \| Spanien \| Illes Balears-Caisse d'Épargne \| + 9 min 59 s \| \| 4. \| Alexander Winokurow \| Kasachstan \| T-Mobile \| + 11 min 01 s \| \| 5. \| Levi Leipheimer \| Vereinigte Staaten \| Gerolsteiner \| DSQ \| \| 6. \| Michael Rasmussen \| Dänemark \| Rabobank \| + 11 min 33 s \| \| 7. \| Cadel Evans \| Australien \| Davitamon-Lotto \| + 11 min 55 s \| \| 8. \| Floyd Landis \| Vereinigte Staaten \| Phonak Hearing Systems \| + 12 min 44 s \| \| 9. \| Óscar Pereiro \| Spanien \| Phonak Hearing Systems \| + 16 min 04 s \| \| 10. \| Christophe Moreau \| Frankreich \| Crédit Agricole \| + 16 min 26 s \| |                     |                    |                                |               |
| |                     |                    |                                |               |
| Quelle: ProCyclingStats |                     |                    |                                |               |
| Gesamtwertung |                     |                    |                                |               |
| Fahrer | Fahrer              | Land               | Team                           | Zeit          |
| 1. | Lance Armstrong     | Vereinigte Staaten | Discovery Channel              | DSQ           |
| 2. | Ivan Basso          | Italien            | CSC                            | + 4 min 40 s  |
| 3. | Jan Ullrich         | Deutschland        | T-Mobile                       | DSQ           |
| 3. | Francisco Mancebo   | Spanien            | Illes Balears-Caisse d'Épargne | + 9 min 59 s  |
| 4. | Alexander Winokurow | Kasachstan         | T-Mobile                       | + 11 min 01 s |
| 5. | Levi Leipheimer     | Vereinigte Staaten | Gerolsteiner                   | DSQ           |
| 6. | Michael Rasmussen   | Dänemark           | Rabobank                       | + 11 min 33 s |
| 7. | Cadel Evans         | Australien         | Davitamon-Lotto                | + 11 min 55 s |
| 8. | Floyd Landis        | Vereinigte Staaten | Phonak Hearing Systems         | + 12 min 44 s |
| 9. | Óscar Pereiro       | Spanien            | Phonak Hearing Systems         | + 16 min 04 s |
| 10. | Christophe Moreau   | Frankreich         | Crédit Agricole                | + 16 min 26 s |

### Punktewertung
| Punktewertung | Punktewertung       | Punktewertung      | Punktewertung                   | Punktewertung |
| Fahrer        | Fahrer              | Land               | Team                            | Punkte        |
| ------------- | ------------------- | ------------------ | ------------------------------- | ------------- |
| 1.            | Thor Hushovd        | Norwegen           | Crédit Agricole                 | 194 P.        |
| 2.            | Stuart O’Grady      | Australien         | Cofidis-Le Crédit par Téléphone | 182 P.        |
| 3.            | Robbie McEwen       | Australien         | Davitamon-Lotto                 | 178 P.        |
| 4.            | Alexander Winokurow | Kasachstan         | T-Mobile                        | 158 P.        |
| 5.            | Allan Davis         | Australien         | Liberty Seguros-Würth           | 130 P.        |
| 6.            | Robert Förster      | Deutschland        | Gerolsteiner                    | 101 P.        |
| 7.            | Lance Armstrong     | Vereinigte Staaten | Discovery Channel               | DSQ           |
| 8.            | Baden Cooke         | Australien         | La Française des jeux           | 91 P.         |
| 9.            | Bernhard Eisel      | Österreich         | La Française des jeux           | 88 P.         |
| 10.           | Michael Rasmussen   | Dänemark           | Rabobank                        | 84 P.         |

### Bergwertung
| Bergwertung | Bergwertung         | Bergwertung        | Bergwertung            | Bergwertung |
| Fahrer      | Fahrer              | Land               | Team                   | Punkte      |
| ----------- | ------------------- | ------------------ | ---------------------- | ----------- |
| 1.          | Michael Rasmussen   | Dänemark           | Rabobank               | 185 P.      |
| 2.          | Óscar Pereiro       | Spanien            | Phonak Hearing Systems | 155 P.      |
| 3.          | Lance Armstrong     | Vereinigte Staaten | Discovery Channel      | DSQ         |
| 3.          | Christophe Moreau   | Frankreich         | Crédit Agricole        | 93 P.       |
| 4.          | Michael Boogerd     | Niederlande        | Rabobank               | 90 P.       |
| 5.          | Santiago Botero     | Kolumbien          | Phonak Hearing Systems | 88 P.       |
| 6.          | Alexander Winokurow | Kasachstan         | T-Mobile               | 75 P.       |
| 7.          | Laurent Brochard    | Frankreich         | Bouygues Telecom       | 75 P.       |
| 8.          | George Hincapie     | Vereinigte Staaten | Discovery Channel      | DSQ         |
| 9.          | Pietro Caucchioli   | Italien            | Crédit Agricole        | 73 P.       |
| 10.         | Ivan Basso          | Italien            | CSC                    | 65 P.       |

### Nachwuchswertung
| Nachwuchswertung | Nachwuchswertung     | Nachwuchswertung | Nachwuchswertung               | Nachwuchswertung  |
| Fahrer           | Fahrer               | Land             | Team                           | Zeit              |
| ---------------- | -------------------- | ---------------- | ------------------------------ | ----------------- |
| 1.               | Jaroslaw Popowytsch  | Ukraine          | Discovery Channel              | 86 h 34 min 04 s  |
| 2.               | Alberto Contador     | Spanien          | Liberty Seguros-Würth          | + 9 min 02 s      |
| 3.               | Andrei Kaschetschkin | Kasachstan       | Crédit Agricole                | + 44 min 23 s     |
| 4.               | Maxim Iglinski       | Kasachstan       | Domina Vacanze-De Nardi        | + 59 min 42 s     |
| 5.               | Jérôme Pineau        | Frankreich       | Bouygues Telecom               | + 1 h 12 min 36 s |
| 6.               | Wladimir Karpez      | Russland         | Illes Balears-Caisse d'Épargne | + 1 h 24 min 43 s |
| 7.               | David Arroyo         | Spanien          | Illes Balears-Caisse d'Épargne | + 1 h 35 min 10 s |
| 8.               | Patrik Sinkewitz     | Deutschland      | Quick Step-Innergetic          | + 1 h 48 min 46 s |
| 9.               | Thomas Lövkvist      | Schweden         | La Française des jeux          | + 1 h 48 min 46 s |
| 10.              | Philippe Gilbert     | Belgien          | La Française des jeux          | + 2 h 04 min 58 s |

### Mannschaftswertung
| Mannschaftswertung | Mannschaftswertung             | Mannschaftswertung | Mannschaftswertung |
| Team               | Team                           | Land               | Zeit               |
| ------------------ | ------------------------------ | ------------------ | ------------------ |
| 1.                 | T-Mobile                       | Deutschland        | 256 h 10 min 29 s  |
| 2.                 | Discovery Channel              | Vereinigte Staaten | + 14 min 57 s      |
| 3.                 | CSC                            | Dänemark           | + 25 min 15 s      |
| 4.                 | Crédit Agricole                | Frankreich         | + 55 min 24 s      |
| 5.                 | Illes Balears-Caisse d'Épargne | Spanien            | + 1 h 06 min 09 s  |
| 6.                 | Phonak Hearing Systems         | Schweiz            | + 1 h 09 min 20 s  |
| 7.                 | Liberty Seguros-Würth          | Spanien            | + 1 h 47 min 56 s  |
| 8.                 | Rabobank                       | Niederlande        | + 2 h 26 min 30 s  |
| 9.                 | Saunier Duval-Prodir           | Spanien            | + 2 h 48 min 58 s  |
| 10.                | AG2R Prévoyance                | Frankreich         | + 2 h 52 min 04 s  |